# Europrop International

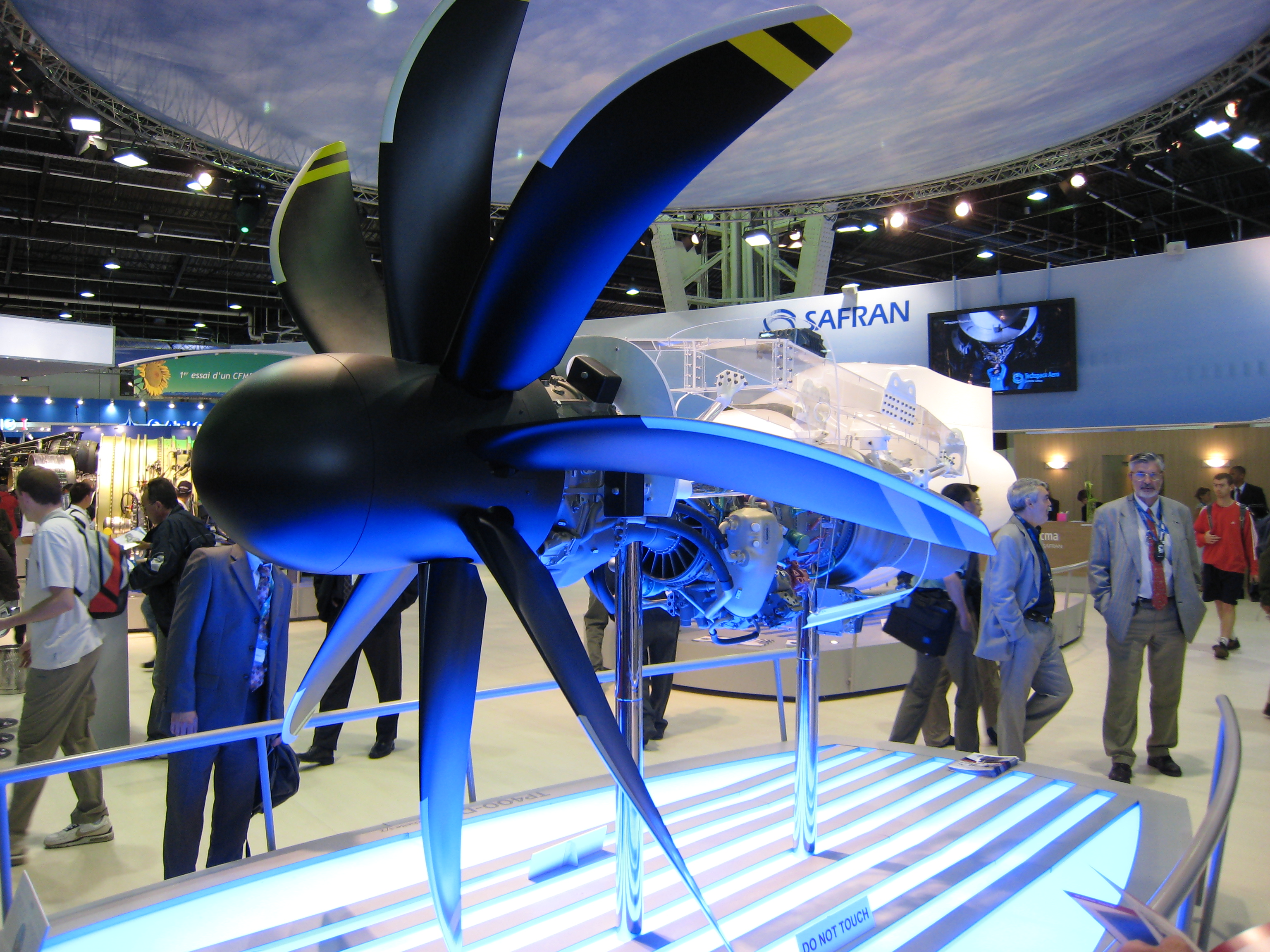
EuroProp International TP400-D6 al Paris Air Show, 2007

Europrop International GmbH (EPI) è una Joint-Venture europea tra MTU Aero Engines, Safran Aircraft Engines (già Snecma), Rolls-Royce e Industria de Turbo Propulsores. La sede è a Monaco di Baviera, e una a Madrid. Produce il motore EPI TP400-D6 per il velivolo A400M.
Azionariato:
- MTU Aero Engines (28%), Germania
- Rolls-Royce (28%), Gran Bretagna
- Snecma (28%), Francia
- Industria de Turbo Propulsores (Sener Aeronáutica e Rolls-Royce) (16%), Spagna [1]